# Arbelus athaliaeperda
Arbelus athaliaeperda är en stekelart som först beskrevs av Curtis 1860.  Arbelus athaliaeperda ingår i släktet Arbelus och familjen brokparasitsteklar. Inga underarter finns listade.